# Masacre de Rabaa
La Masacre de Rabaa al-'Adawiyya, Baño de sangre en El Cairo y Guiza o simplemente Masacre de Rabaa fue una masacre cometida a comienzos de agosto de 2013 por el Gobierno Militar en Egipto llegado al poder el 3 de julio de 2013 tras un golpe de Estado y el Ejército de Egipto —dirigido por Abd al-Fattah al-Sisi— que fue perpetrada en la plaza Rabaa al-'Adawiyya también llamada Rabea al Adauiya, Rabaa al-Adawiya, Rabi'a al-'Adawiyya (en árabe: مجزرة رابعة, Maǧazarat Rābiʿa) y en la plaza al-Nahda, ambas en El Cairo comenzando el 14 de agosto de 2013 contra los manifestantes en contra del Golpe de Estado que derrocó previamente a Mohamed Mursi del Gobierno de Egipto, resultando en el asesinato de entre 638 y 2600 personas entre los manifestantes y 43 de la policía, habiendo Human Rights Watch documentado entre 817 y más de 1000 manifestantes y 8 policías muriendo en los eventos en la plaza Rabaa al-'Adawiyya y más ampliamente de 1150 personas principalmente en cinco eventos separados de asesinato en masa de manifestantes. mientras que Amnistía Internacional cifró en más de 1000 manifestantes masacrados y 8 policías asesinados. 

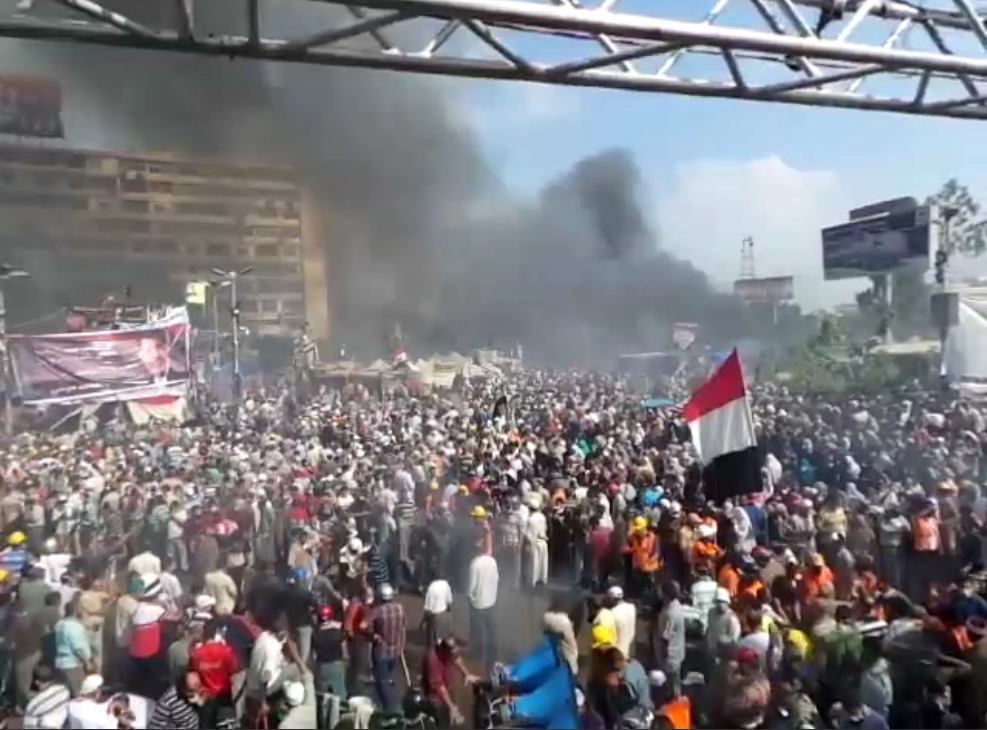
Plaza Rabaa al-'Adawiyya el 14 de agosto de 2013.

La cantidad de asesinatos hicieron del día 14 de agosto de 2013 el de mayor número de muertes desde la Revolución del 25 de febrero de 2011 que derrocó a Hosni Mubarak, antecesor de Mursi en el Poder; las señales de fuego y devastación fueron eliminadas en un tiempo récord y la televisión pública no hizo ninguna mención a las masacres, visualizándose el férreo control de la censura del nuevo gobierno Egipcio sobre los medios de comunicación
La represión fue descrita por Human Rights Watch como:

"El peor asesinato masivo en la historia moderna de Egipto"

## Antecedentes
Después de la Revolución Egipcia de 2011, el Gobierno Militar y las Elecciones de 2012 en las que resultó elegido Mohamed Mursi, Egipto vivía una grave inestabilidad social resultado de una prolongada crisis política; la violencia intercomunal, la escasez de bienes de consumo, la concentración de poder por parte del Gobierno de los Hermanos Musulmanes en la persona de Mohamed Mursi, las divisiones en el seno de la población egipcia aparecidas a raíz de la Revolución y sus eventos posteriores y el temor a un resurgimiento del autoritarismo entre los egipcios en un clima de tensión social, confrontación sobre el futuro de la forma del Estado Egipcio tras la Revolución —principalmente entre los distintos grupos que fueron parte de esta—, la exacerbación de la presencia de la religión en la política y a través de esta en la vida cotidiana con uno de sus mayores permios en el establecimiento de la Sharia como base legal en la Constitución egipcia de 2012 y radicalizada en la violencia alrededor de la población cristiana; represión y abuso de poder, la amenaza de asalto al Estado por los militares, crisis económica